# Majid Behbudov
Majid Behbudov (en azerí: Məcid Behbudov; Şuşa, 18 de abril de 1873-Qazax, 6 de septiembre de 1945) fue un cantante de mugam de Azerbaiyán.

## Biografía
Majid Behbudov nació el 18 de abril de 1873 en Şuşa. Durante muchos años vivió y trabajó en Tiflis. En 1910 la Empresa “Grammafon” invitó al cantante para grabar mugam, tasnif y canciones. También interpretó en las óperas de Uzeyir Hajibeyov. Realizó giras por Estambul, Sofía, Irán. Majid Behbudov murió el 6 de septiembre de 1945 en Qazax.